# Бањевац (Бреза)
Бањевац је насељено мјесто у Босни и Херцеговини у Општини Бреза које административно припада Федерацији Босне и Херцеговине. Према попису становништва из 1991. у насељу је живјело 554 становника.

## Становништво
| Националност       | 1991.        |
| Муслимани          | 306 (55,23%) |
| Срби               | 209 (37,72%) |
| Хрвати             | 14 (2,52%)   |
| Југословени        | 17 (3,06%)   |
| остали и непознато | 8 (1,44%)    |
| Укупно             | 554          |

Бањевац као самостално насељено мјесто постоји од пописа 1991. године.